# Al-Khalid
Le Al-Khalid est le char de combat principal du Pakistan. Il est basé sur le Type 90-II dénommé également MBT-2000 de la société chinoise Norinco et est de fabrication entièrement locale depuis 2001, par Heavy Industries Taxila (HIT). 

## Historique
Entré en production en 2001, ce char tire son nom du général musulman Khalid ibn al-Walid (584-642). 
Ses effectifs en 2012 sont d'environ 500 dans l'armée pakistanaise et il est construit en 2017 à 18 exemplaires par an bien que la capacité de production est de 50 unités par an, compte tenu de contraintes budgétaires. 
À cette date, HIT travaille sur le projet Al-Khalid I présenté au cours du salon IDEAS 2018 qui intègre plusieurs améliorations dont une conduite de tir numérisée, un viseur chef panoramique indépendant, des moyens de vision nocturne, une nouvelle motorisation d'origine ukrainienne (KMDB 6TD-2) et un nouveau blindage composite. 
La modernisation du char a été réalisée en coopération avec la Chine et l'Ukraine et les premiers sont livrés le 29 juillet 2020

## Armement
Il est équipé d'un canon de 125 mm à âme lisse alimenté par un système de chargement automatique contenant 39 obus prêts au tir, d'une mitrailleuse de 12,7 mm et d'une mitrailleuse coaxiale de 7,62 mm. Le char est doté d'un système de conduite de tir intégré moderne avec des équipements de combat de nuit et est capable de tirer de nombreux types d'obus antichars ainsi que des missiles antichars guidés. Il dispose d'une portée effective comprise de 200 à 7 000 mètres.

## Pays utilisateurs
- Pakistan : 415 dans les forces armées pakistanaises en 2017[3].
- Sri Lanka : 22 Al-Khalid commandés[4],[5].